# Golf (sport)
Golf (uitgesproken als [ɡɒlf]) is een balspel waarbij een kleine, harde bal met een golfclub van de tee (afslagplaats) weggeslagen wordt in de richting van een met een vlag gemarkeerd punt (de hole). Het doel is om de bal in zo min mogelijk slagen in de hole te doen belanden. Golf wordt gespeeld op een golfbaan.

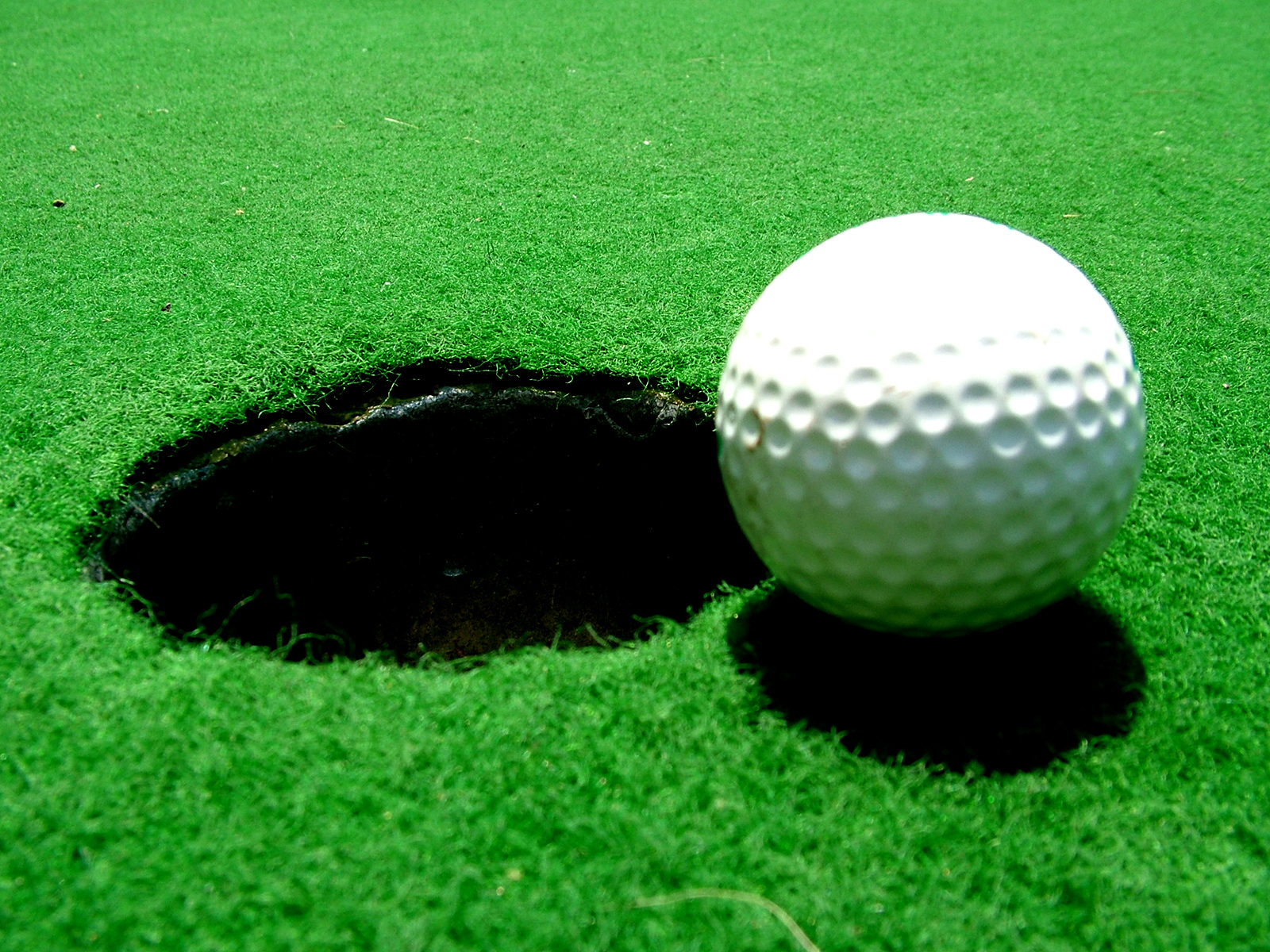
Een golfbal naast een hole

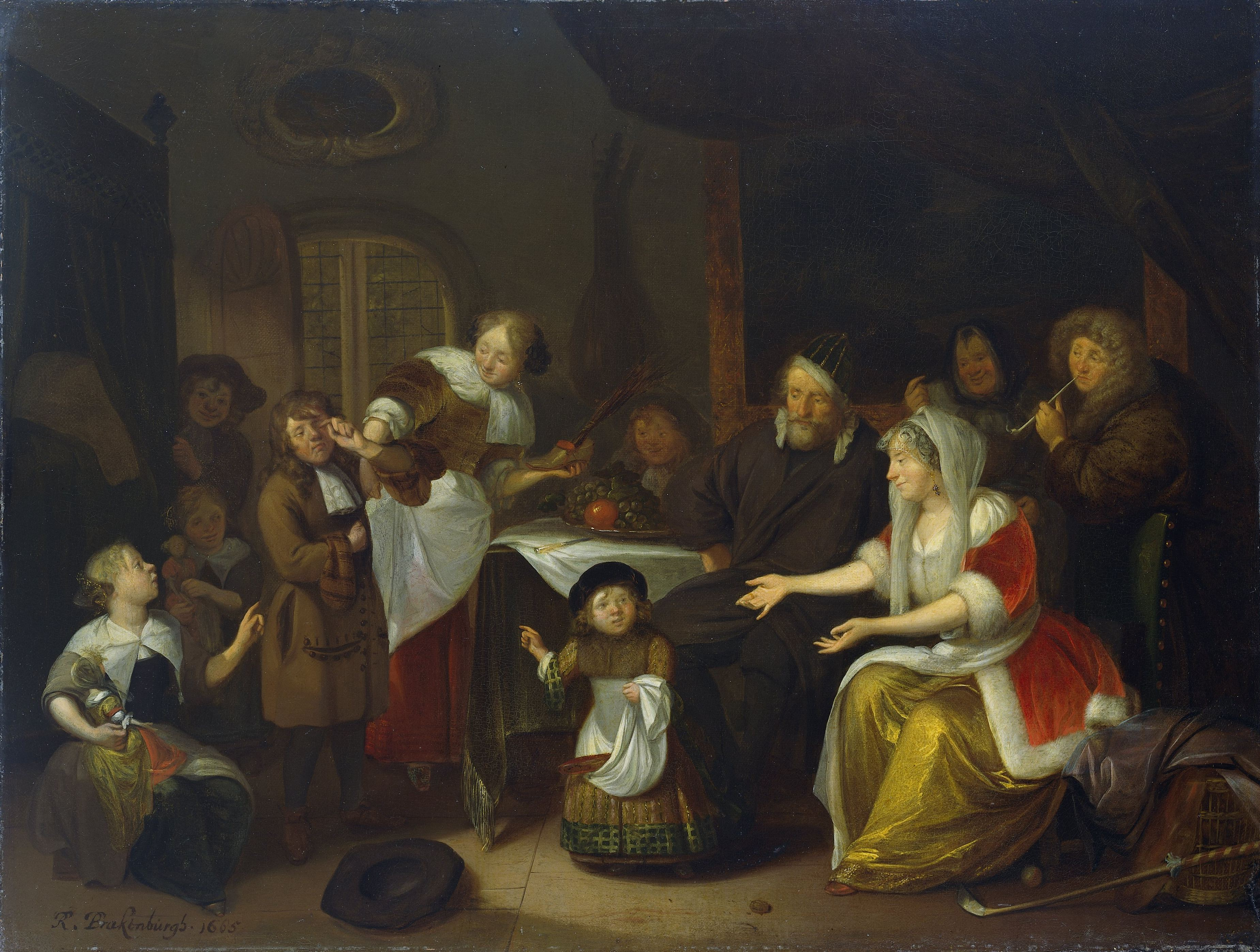
Richard Brakenburg, Feest van Sint Nicolaas (Collectie Rijksmuseum Amsterdam)

## Geschiedenis van de golfsport
Er zouden verschillende soorten sporten als voorloper van het huidige golfspel worden beschouwd. In oude geschriften van Egyptenaren, Perzen, Grieken en Romeinen zijn verwijzingen te vinden naar verschillende spelvormen die op het golf leken. Sporten als hockey, polo en croquet zouden uit golf ontstaan kunnen zijn.
Het staat in ieder geval vast, dat golf niet plotseling ontstaan of uitgevonden is. Golf heeft zich ontwikkeld volgens een geëvolueerd proces dat tot op de dag van vandaag voortduurt.
Tot in de loop van 2008 is aangenomen dat de oudste vermelding van colf een wedstrijd betrof die gespeeld werd op 26 december 1297 in Loenen aan de Vecht. Door middel van deze colfpartij zou de moord op Floris V, graaf van Holland en Zeeland zijn herdacht. De partij bestond uit twee teams van elk vier personen. In 2002 werd dit verhaal voor het eerst in twijfel getrokken door verschillende (sport)historici. Tot op heden is er onduidelijkheid over of deze partij ooit gespeeld is.
Reeds in 1360 vaardigden de magistraten van de stad Brussel een ordonnantie uit die het spelen met "colven" verbood binnen de stadsmuren. Er werd te veel schade aangericht en soms vielen er gewonden. Meer steden volgden dat voorbeeld, golf moest buiten de stadsmuren worden gespeeld. Haarlem was de eerste stad waar toestemming werd gegeven om een bepaald terrein hiervoor te maaien.
De recentste geschiedenis van de golfsport vormt sinds jaar en dag een bron van tweestrijd tussen de Nederlanders en de Schotten; beide beweren namelijk de echte bakermat van het huidige golfspel te zijn. Maar er kan niet met zekerheid worden vastgesteld waar de sport is ontstaan.
In 1597 speelde de bemanning van Willem Barentsz tijdens de overwintering op Nova Zembla 'colf', zoals beschreven in het dagboek van Gerrit de Veer:
Den 3. April wast moy claer weder met een n.o. wint ende stil, doen maeckten wy een colf toe om daer mede te colven, om also onse leden wat radder te maecken, daer wy allerley middelen toe zochten.
Omstreeks 1650 werd in Holland golf gespeeld met ‘Schotse klieken‘ (stokken), maar aan het begin van dezelfde eeuw werden grote hoeveelheden ballen van Hollands fabricaat naar Schotland geëxporteerd.
Door deze feiten is het duidelijk dat er ruim drie-en-een-halve eeuw geleden in Nederland en Schotland golf werd gespeeld, in welke vorm dan ook.
De stok in het kolfspel werd kolf of kliek genoemd. Het oude Nederlandse gezegde “Hij heeft kliek en bal” betekent dat iemand alles heeft wat hij nodig heeft.
Andere voorlopers van het golfspel zijn "malie", een soort minigolf waarbij een bal naar een doel geslagen werd bijvoorbeeld een stok of een steen, en het sjoele-spel waarbij twee partijen poogden een bal in de richting van hun kamp (of dorp) te slaan. Namen als de malieplaats en de Mall in Londen getuigen van de populariteit van het maliespel in de middeleeuwen.
De grote revolutie in het Schotse golfspel was het spelen met een kleine bal (in plaats van een grote houten bal bij de voorlopers). Hierdoor kan men veel verder slaan zodat een totaal nieuw type van spel ontstond. Dit werd mogelijk omdat de Schotten op linksen speelden. Dat zijn grote grasvlakten op zanderige grond achter de duinen, waarop kort gras groeide. Deze waardeloze gronden waren gemeentebezit. De herders hoedden er hun schapen en zo bleef het gras extra kort. De eerste golfspelers sneden er een gat uit en staken er een jampot in. Ze plaatsten er een meeuwenpluim bij om aan te duiden welk gat het doel was.

## De golfbaan
De eerste golfbanen hadden een willekeurig aantal holes, maar thans hebben de meeste golfbanen 9 of 18 holes. Tegenwoordig worden speciaal 'championship courses' aangelegd. Ze willen op die baan grote toernooien aantrekken en houden met de aanleg dan ook rekening met ruimte voor toeschouwers, tentendorpen en parkeren.
De hole
Een hole bestaat voornamelijk uit een tee, de fairway en de green. Afhankelijk van de lengte moet de hole in 3, 4 of 5 slagen gespeeld worden. Het voorgeschreven aantal slagen wordt de par van de hole genoemd. Er zijn enkele golfbanen die ook een par 6 hebben, die zijn dan langer dan 631 meter. Op Golf & Country Club Regthuys werd in 2010 een par 6 van 704 meter aangelegd. Er worden tegenwoordig ook golfbanen aangelegd met negen holes die alle een par 3 hebben. Op golfclubs die ook een grote golfbaan hebben worden die kleine golfbanen meestal de oefenholes genoemd of de par-3 baan.
Tussen de fairway en de green is de voorgreen, die korter gemaaid wordt dan de fairway maar langer dan de green. Links en rechts van de fairway is de rough. Naast de fairway is nog een strook gemaaid gras (de semi-rough), daarbuiten is de rough, waar bosjes, bomen, heide e.d. voorkomen, een golfer komt liever niet in de rough, want zijn bal kan daar kwijtraken of moeilijk speelbaar liggen.
- De tee wordt ook wel de afslagplaats genoemd. De speler zal meestal zijn bal op een houten pinnetje zetten, deze wordt ook een tee genoemd. Toen er nog geen (plastic of houten) tees bestonden, stond er op de tee ook een teebox met zand, zodat de speler een hoopje zand kon maken om zijn bal op te leggen. Als er nu nog een teebox staat wordt die meestal als prullenmand gebruikt.
- De green is bij het einde van de hole. De green is een zeer kort gemaaid deel van de baan waarin zich een putje bevindt dat ook de hole wordt genoemd. In de hole staat een vlag opdat de speler van grote afstand kan zien waar de hole is. In het Engels wordt de vlag de pin genoemd. Men spreekt dan over de pinpositie om aan te geven waar de vlag staat (hoeveel meter vanaf de voorkant van de green).
- De fairway is het gemaaide deel van de baan tussen de tee en de green. Links en rechts van de fairway is de minder kort gemaaide semi-rough, daarbuiten is de rough.

Elke hole heeft natuurlijke hindernissen om de hole moeilijker te maken. Er zijn meestal waterpartijen, iedere baan heeft een aantal bunkers, de hole kan een bocht maken, er kan hoogteverschil zijn.

## Het spel

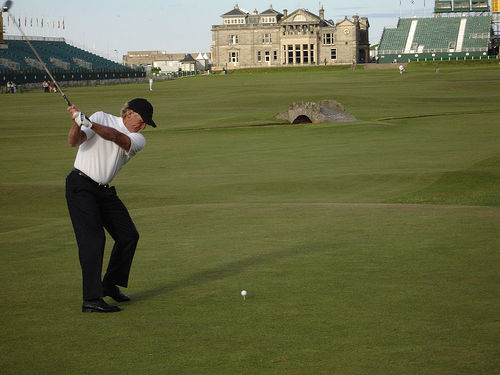
Golfer Greg Norman

Afhankelijk van de lengte van de hole wordt vastgesteld in hoeveel slagen de hole gespeeld zou moeten worden, de zogenaamde "PAR" (Professional Average Result). Er wordt aangenomen dat een speler twee putts nodig heeft, bij een par 4 hoort hij dus in twee slagen op de green te liggen, bij een par 5 mag hij er drie slagen over doen. Bij een par 3 hoort de afslag op de green te komen. Een goede speler kan een baan onder par spelen, oftewel in minder dan het aantal vooraf vastgestelde slagen.
Lengte van holes gemeten vanaf de herenbacktee, zoals vastgesteld in de EGA-regels:
- par 3 = 80 - 235 meter (85 - 250 yards)
- par 4 = 220 - 450 meter (240-490 yards)
- par 5 = 415 - 630 meter (450-690 yards)
- par 6 = langer dan 631 meter (691 yards)

De meeste 18-holesbanen hebben 4 par-3-holes, 4 par-5-holes en 10 par-4-holes, dan is de par van de baan 72.
Golfvaardigheidsbewijs (GVB)
Op de meeste golfbanen in Nederland moet een speler minimaal in het bezit zijn van het golfvaardigheidsbewijs.
Handicap
Een 18-holesbaan heeft meestal een par van 70, 71 of 72. Als een speler gemiddeld 24 slagen meer nodig heeft dan de par van de baan, wordt zijn handicap gezet op 24. Als hij dan een rondje loopt en 28 slagen meer nodig had, dan heeft hij 4 slagen boven zijn handicap gespeeld. Als hij tegen een speler speelt die handicap 10 heeft, dan mag hij er 14 slagen meer over doen. Op de scorekaart staat vermeld op welke hole hij dan een slag krijgt van de andere speler. Op deze manier kan de speler met handicap 24 toch winnen van de speler met handicap 10.
Elke amateurspeler heeft een handicap. Hoe lager de handicap, hoe beter de speler. Professionals hebben scratch, een soort van handicap 0.
Slagen
Om een bal te slaan maakt de speler een golfswing. Afhankelijk van de golfclub waarmee hij slaat zal de bal een bepaalde afstand afleggen. Een speler mag veertien golfclubs (of golfstokken) bij zich hebben die ieder een eigen doel hebben. Sommige mensen spelen met een halve set. Gevorderde spelers hebben een driver bij zich om vanaf de tee zo ver mogelijk af te slaan.
- een volle slag kan gemaakt worden met alle clubs behalve met de putter.
- de approach is de slag waarmee de speler de green aanspeelt met een hoog geslagen bal die na de landing weinig rolt.
- de chip is de slag waarmee de speler de green aanspeelt, waarbij de bal eerst laag door de lucht gaat en dan doorrolt.
- de pitch wordt geslagen met een wedge vanop gras (fairway of rough). Er zijn verschillende wedges, bijvoorbeeld pitching wedge, gapwedge, sandwedge en lobwedge.
- een bunkerslag, wordt gebruikt om de bal uit een bunker te slaan. Bij een slag uit een fairway bunker gaat het om een verre slag, waarbij de bal zuiver geraakt wordt. Deze slag kan gemaakt worden met elke club. Een slag uit een greenside bunker wordt meestal gespeeld met een sandwedge of lobwedge. In dat geval wordt de club in het zand vóór de bal geslagen, en neemt de bal een korte hoge vlucht tot op de green.
- een punch slag kan met verschillende clubs geslagen worden, de bedoeling is dat de bal laag blijft.
- een lob slag wordt meestal uitgevoerd door sand- of lob wedge, hier is het de bedoeling de bal zo hoog mogelijk te spelen
- het putten gebeurt met het doel de bal in de hole te slaan. De bal hoeft niet op de green te liggen. Als de bal op de green ligt, mag de speler de bal ook met een andere club spelen, maar dat gebeurt zelden.
- de flop is hetzelfde als een lob waarbij het de bedoeling is de bal zo hoog mogelijk te spelen en deze zo snel mogelijk stil ligt.

Golfregels
De golfregels zijn vastgelegd in de Rules of Golf, goedgekeurd door de The Royal and Ancient Golf Club of St Andrews en de United States Golf Association.
Spelvarianten
Er zijn twee spelvormen, namelijk de strokeplay en de matchplay:
- In strokeplay komt het erop aan met het minste aantal slagen (strokes) de baan af te leggen, eventueel na verrekening van de handicap van de spelers.
- Bij matchplay spelen twee spelers (of twee duo's) tegen elkaar, hole per hole; wie het minste slagen op een hole nodig heeft, wint die hole. Wie één hole meer gewonnen heeft dan de tegenstander is "one up", enz. (de tegenstander is dan "one down" enz.). Bij gelijke stand zegt men dat het "all square" is.

Bij matchplay hoeven niet noodzakelijk alle holes gespeeld te worden. Als men meer holes voorsprong telt dan er overblijvende holes zijn, staat de winnaar vast en wordt de wedstrijd afgesloten.
Wanneer men met twee tegen twee speelt, kan dit nog op twee manieren. Ofwel heeft elke speler zijn eigen bal (fourball), waarbij enkel de beste score van beide op een hole meetelt, ofwel is er één bal voor beide spelers die er om beurten mee spelen (foursomes).
De meeste professionele toernooien gebruiken strokeplay, waarbij de scores van verschillende rondes worden samengeteld om de winnaar te kennen. Bij de grote toernooien wordt dit gedaan over een lang weekend, donderdag tot en met zondag. Hoewel de spelers in groepjes van twee of drie spelen is het dus in feite een individuele competitie: iedereen speelt om de laagste score te krijgen.
Bij een vierdaags toernooi valt na de tweede ronde een aantal spelers af, meestal rond de 60%, zij hebben dan niet de cut gehaald. Zo blijven de beste spelers over in het weekend.
De score wordt bijgehouden ten opzichte van de par van de baan; de winnaar heeft de laagste score. Als meerdere spelers na de laatste ronde op de eerste plaats staan, dus een gelijk aantal slagen na vier dagen, moeten deze een play-off spelen; hiervoor zijn er verschillende systemen in gebruik. Meestal gaat het om degene die een hole wint, dus de laagste van de twee of meerdere deelnemers. Als na de hole nog iedereen een gelijke score heeft, volgt er nog een hole, net zo lang totdat er een winnaar uit de bus komt.

## Techniek en training
Golf is een combinatie van bewegings- en denksport. Elk van de talloze plaatsen waar een bal kan liggen, vereist een juiste beoordeling en aanpak. De beoordeling van het terrein, de afstand en de richting, de invloed van de wind, de keuze van en de kracht van de slag; het zijn allemaal factoren van het 'geheim van het golfspel'. De tweehandige greep op de stok en de soepele slag, die eindigt in de typische uitzwaai, gelden verder als basiskarakteristieken van de techniek. De afslag moet zodanig worden uitgevoerd, dat de bal een zo groot mogelijke afstand aflegt. Dat scheelt wellicht een slag. Geroutineerde golfspelers zeggen: de linkerhand stuurt, de rechter slaat. Van grote invloed op de slag zijn natuurlijk ook de lichaamshouding en de plaatsing van de voeten. Het golfspel kan men op elke leeftijd leren. Hoe goed, dat hangt uiteraard af van de tijd die men eraan besteedt. Een ronde langs 18 holes duurt 3 tot 5 uur. De beginner moet eerst enige lessen nemen en veel trainen. Elke club heeft een eigen golfleraar – pro genoemd – die in het clubhuis dikwijls een 'proshop' drijft, een kleine winkel, waar men materiaal en kleding kan aanschaffen. In een sportzaak zijn deze dingen gewoonlijk niet verkrijgbaar.

## Uitrusting

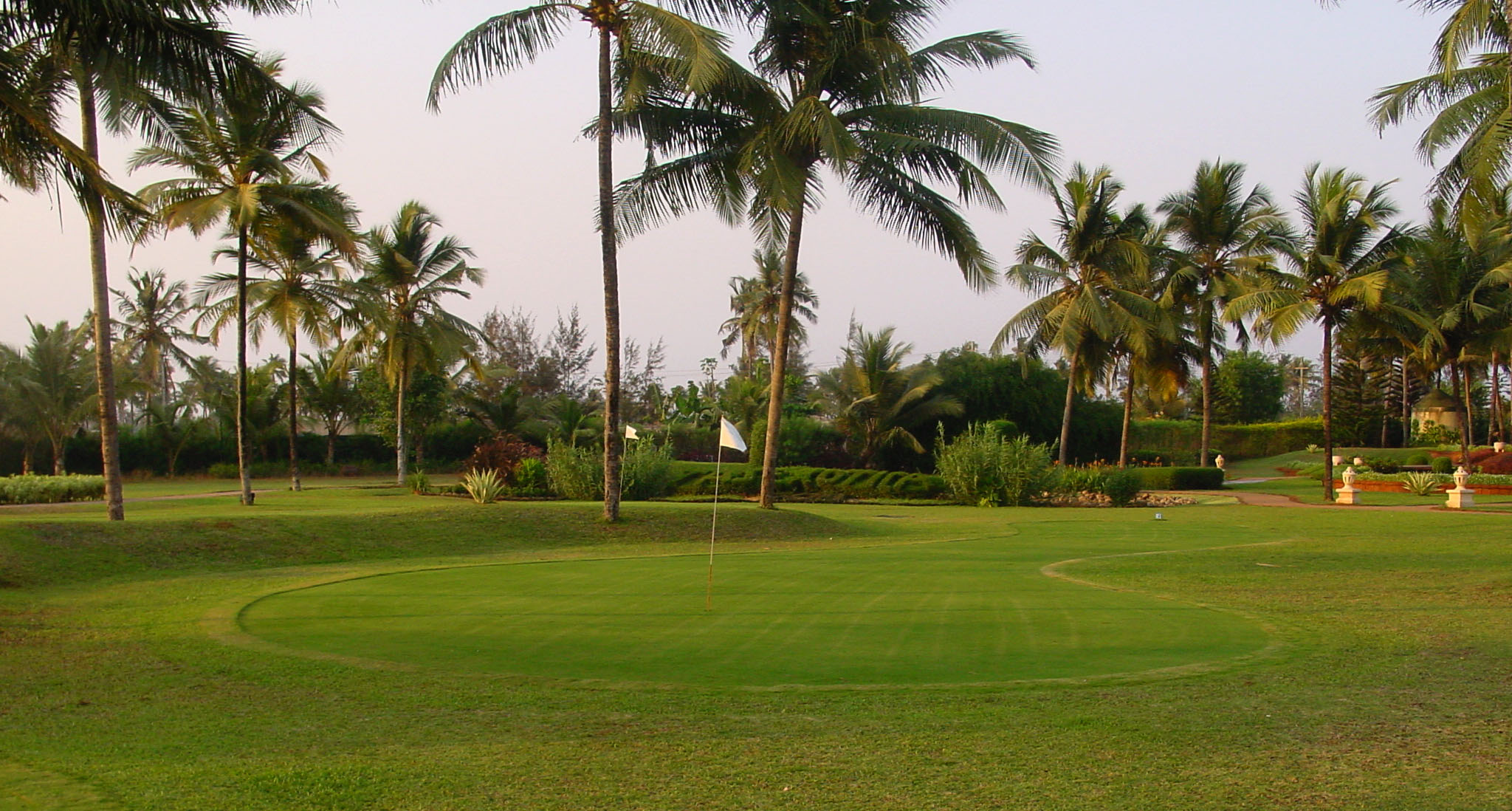
Een golfterrein

De voornaamste uitrusting voor het golfspel bestaat uit:
- Golfballen: De diameter van de gemiddelde golfbal is 4,27 centimeter en het gewicht ongeveer 46 gram. De aerodynamica van een golfbal is erg interessant: het oppervlak van de bal is voorzien van vele ronde, ondiepe putjes (dimples) die, geheel tegen het gevoel in, de luchtweerstand significant verlagen. Hierdoor is het mogelijk om met een golfclub de bal meer dan 330 meter te slaan.
 Jack Nicklaus heeft ballen ontworpen met knobbeltjes aan de buitenkant, die bleken maar 30% van de afstand te gaan. Hij voorzag een markt op cruiseschepen en op oefenlocaties, maar het werd een flop. Eind jaren 80 is er een demonstratie mee gegeven op het Malieveld in Den Haag.
  - Tijdens het spelen van een hole mag men zijn bal niet vervangen, tenzij de regels toestaan dat het wél mag.
  - Als een golfbal verloren raakt tijdens het spelen van de hole, bijvoorbeeld in het water, buiten de baan of ergens in het bos, dan mag de speler de bal opnieuw slaan (twee strafslagen, zogenaamde stroke & distance) of op een door de regels aangegeven plek een nieuwe bal droppen. Dit wordt bestraft met een strafslag.
  - Als men denkt dat de bal kapot is (unfit for play), kan men aan de medespeler toestemming vragen de bal op te rapen en te bekijken. Dit komt soms nadat de bal uit een bunker is geslagen. Als de bal inderdaad kapot is mag hij zonder straf worden vervangen.
  - Men mag op iedere hole met een nieuwe bal beginnen. Men moet aan de marker mededelen dat men een nieuwe bal in spel brengt (merk en nummer melden).

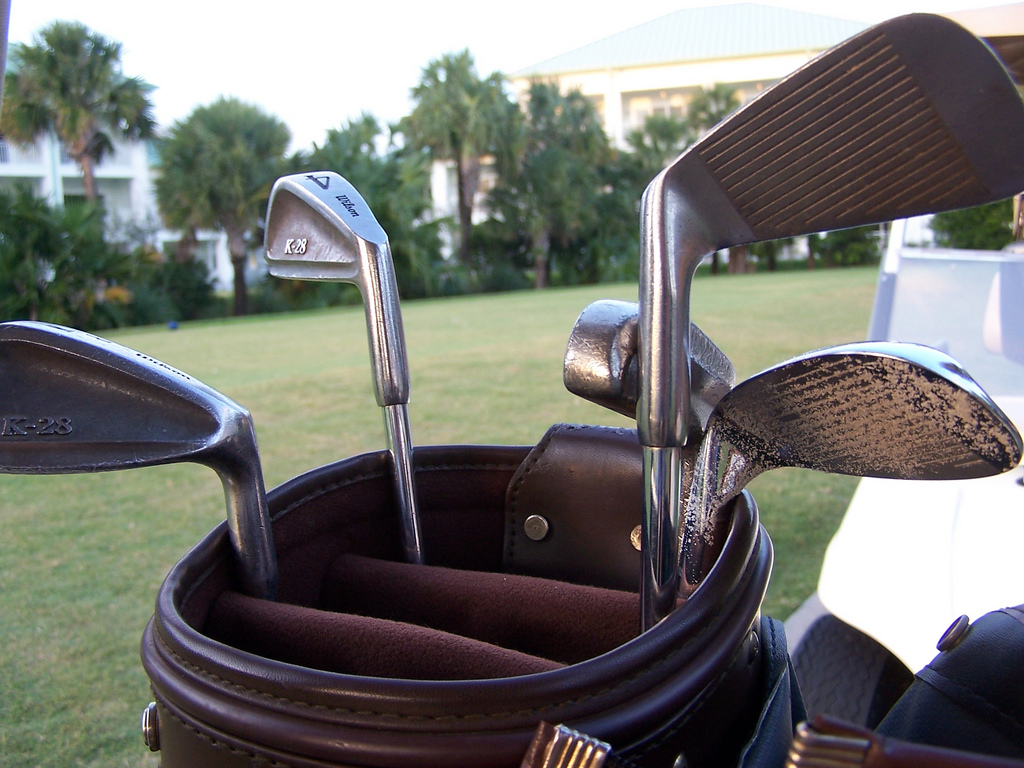
Vier ijzers en een putter

- Golfclubs (golfstokken): er bestaat een uitgebreid gamma van clubs geschikt voor het slaan van verschillende lengtes en omstandigheden op de golfbaan. Het golfreglement bepaalt dat een speler maximaal 14 clubs mag meenemen in de tas, de samenstelling bepaalt hij zelf:
  - driver ("wood 1"): de langste club met de minste hellingshoek ("loft" van 9° à 10°). Deze club is gemaakt om mee af te slaan van de tee (tee-shot) en met deze club kan de maximaal haalbare afstand behaald worden.
  - Houten 3,5,7 en/of 9 ("Fairway woods"): oorspronkelijk net als de driver met een houten clubkop, tegenwoordig uit metaal zoals titanium. Deze clubs zijn minder lang dan de driver en hebben een schuiner raakvlak (grotere 'loft'), zodat de bal een hogere vlucht krijgt en minder ver gaat. Woods zijn gemaakt voor de lange slagen en hebben minder nauwkeurigheid. In de tas worden de clubhoofden beschermd door een headcover (soort dikke hoes). Y E Yang heeft in zijn tas zeven clubs met een headcover.
  - hybride clubs kunnen de lange ijzers (van ijzer 1 tot 4) en de woods 5-7-9 vervangen. Het voordeel bij deze club is dat deze de precisie van ijzers heeft en de afstand van een wood geeft.
  - Driving Iron is een lang ijzer die soms wordt vervangen als een speler moeite heeft met hybride clubs (Ijzer 1 of 2). Dit ijzer geeft veel lengte van de tee en blijft relatief laag aan de grond.
  - ijzers: deze clubs zijn gemaakt voor de kortere, maar meer nauwkeurige slagen. De verschillende "ijzers" hebben een nummer van 3 t/m 9. Het nummer geeft aan hoe lang de club is en hoeveel "loft" het raakvlak van de club heeft; hoe hoger het nummer, hoe korter de club en hoe meer loft het clubvlak heeft. Hoe meer "loft" hoe hoger (en minder ver) de bal zal vliegen en hoe minder ver die zal rollen. Bij een ijzer 3 vormt het clubvlak een hoek van 21° met de verticale; bij een ijzer 9 is de hoek 43°. Zo kan men met dezelfde swing door de correcte keuze van een club bepalen hoe ver men zal slaan. Tussen ieder nummer is het verschil in afstand ongeveer 9 meter.
  - verschillende wedges: Vroeger hadden spelers alleen een PW en een SW bij zich, tegenwoordig wordt vaak een derde wedge meegenomen. De wedges hebben allen een verschillende bounce, de negatieve hoek (ronding) aan de onderkant van het slagvlak.
    - pitching wedge (PW): een club met een "loft" van 47° of 48°, gebruikt om de bal van nabij de green zo dicht mogelijk bij de hole te kunnen spelen.
    - gap wedge (GW): een wedge die tussen de PW en de SW in zit.
    - sand wedge (SW): een wedge met een loft van 56°, speciaal gebruikt om de bal uit de bunker te slaan, maar ook gebruikt voor korte afstanden.
    - lob wedge (LW): een wedge met een extreme hellingshoek tot wel 65°, speciaal voor moeilijke situaties waar een extra hoge balvlucht wordt verlangd.

  - putter: de club gebruikt om op de green te spelen. Het raakvlak is praktisch verticaal (rond 3°), omdat de bal over de green gerold moet worden. Er is een grote verscheidenheid in putters, zowel in lengte van de shaft als in clubhoofd.
- headcovers: Headcovers zijn beschermende covers die je over het over het hoofd van een golfclub heen schuift. Golf clubs zijn dure precisie-instrumenten, daarom zijn er headcovers ontworpen om deze te beschermen.
Vroeger trok men een oude sok over de golfclub heen om deze te beschermen. Tegenwoordig is er een breed scala aan stijlen te verkrijgen, nog steeds wordt de traditie in stand gehouden, zo zijn er nog steeds retrosokken in een modern jasje. Er is dus meer dan de standaard headcover die wordt geleverd bij aankoop van een club.
De keuze in stijlen houdt het interessant en persoonlijk. Het geeft inzicht in de persoonlijkheid van een golfer, zijn of haar hobby's, of de stijl waarin de spelers zich te uiten in een leuk en trendy, maar toch praktische manier. Headcovers zijn vaak gemaakt van rubber, neopreen stof en leer, of andere materialen. De selectie is een kwestie van keuze en persoonlijke voorkeur. Er zijn headcovers beschikbaar voor vrijwel elke persoonlijkheid of interesse.
- Tee: dit is een houten of plastic pinnetje dat in de grond wordt gestoken om er de golfbal op te plaatsen wanneer men afslaat aan het begin van een hole. Alleen tijdens het afslaan mag men een tee gebruiken.
- Marker: als de bal op de green ligt mag deze worden opgepakt en schoongemaakt. De speler dient een marker te gebruiken om de plaats aan te geven waar de bal lag zodat de bal naderhand op dezelfde plaats kan worden teruggeplaatst. De marker wordt vlak achter de bal geplaatst in de richting van de hole. De marker is een klein plastic/ijzeren rondje, er wordt ook weleens een munt gebruikt.
- Pitch fork: dit is een kleine vork om de pitchmarks (kuiltjes) op de green te herstellen. Als een bal op de green landt laat deze een afdruk achter.
- Regelboekje: moet iedere speler bij zich hebben.
- Ballpoint of potlood om de score op te schrijven.
- Kledij: het voornaamste is dat kleding prettig zit en genoeg bewegingsvrijheid geeft. Daarnaast hebben de meeste golfclubs een kledingvoorschrift. Op deze banen zijn spijkerbroeken en T-shirts dan meestal niet toegestaan. Een poloshirt is het meest gangbare met golfen.
  - golfschoenen moeten zorgen dat de speler een stabiele stand heeft bij het slaan, ook al is het gras vochtig en glad. Golfschoenen zijn daarom meestal voorzien van spikes of nopjes. Oudere golfschoenen hebben ijzeren spikes, moderne golfschoenen hebben softspikes. De spikes kunnen vervangen worden doordat ze afschroefbaar zijn. Nopjes zijn een onderdeel van de zool. Veel amateurspelers dragen schoenen met nopjes, omdat het voor hun genoeg stevigheid geeft en de meeste clubhuizen ermee betreden mogen worden. Schoenen met spikes worden door betere spelers gebruikt en door bijna alle professionals. Op de Europese PGA Tour mogen alleen spelers met spikes op de green, caddies en recorders met spikes niet.
  - golfhandschoen: speciaal voor golf zijn handschoenen gemaakt om de golfclub beter vast te kunnen houden en te voorkomen dat er blaren op de handen ontstaan.
  - regenpak en paraplu
  - jack: vroeger droegen spelers graag meerdere truien over elkaar als het koud was, in plaats van een stug jack, maar tegenwoordig zijn er dunne jacks die wind- en waterdicht zijn.

## Golftermen
De volgende termen hoort men vaak bij de golfsport:
Hole-in-one – Condor Albatros – Eagle – Birdie – Par – Bogey – Double Bogey – Caddie – Handicap
Zie ook Lijst van golfjargon voor een verklarende woordenlijst van veel golftermen.

## Golftoerisme
Golftoerisme is een vorm van toerisme waar het golfen centraal staat. Deze markt is nog steeds groeiende vooral in landen in Europa.

## Golf als olympische sport
Golf heeft in het begin van de twintigste eeuw tweemaal op het programma gestaan van de Olympische Zomerspelen, eerst in 1900 en voor het laatst in 1904. Het Internationaal Olympisch Comité besloot in oktober 2009 de sport na meer dan een eeuw afwezigheid te laten terugkeren op het programma van de Olympische Zomerspelen in 2016 en 2020.

## Bekende golfers
Internationale golfers
- Jordan Spieth
- Severiano Ballesteros
- Paul Casey
- Nicolas Colsaerts
- Thomas Pieters
- Thomas Detry
- Ernie Els
- Nick Faldo
- Retief Goosen
- Bernhard Langer
- Sandy Lyle
- Matteo Manassero
- Rory McIlroy
- Colin Montgomerie
- Jack Nicklaus
- Greg Norman
- Peter Oosterhuis
- Arnold Palmer
- Gary Player
- Vijay Singh
- Tom Watson
- Lee Westwood
- Tiger Woods
- Ian Woosnam
- John Daly
- Phil Mickelson
- Dustin Johnson

Nederlandse golfers
Internationaal
- Wil Besseling
- Robert-Jan Derksen
- Maarten Lafeber
- Joost Luiten
- Rolf Muntz
- Reinier Saxton
- Tim Sluiter
- Floris de Vries
- Daan Huizing

Nationaal
- Wilfred Lemmens
- Robin Swane
- Chris van der Velde

Dames
- Christel Boeljon
- Marjet van der Graaff
- Mette Hageman
- Nienke Nijenhuis
- Dewi-Claire Schreefel

Senior spelers
- Rinus van Blankers
- Jan Dorrestein
- Alex Loesberg
- Bertus van Mook
- Tom O'Mahoney

Historisch
- Gerard de Wit
- Piet Witte

Belgische golfers
- Alain Anthonissen
- Arnaud Beaupain
- Jan Cleenewerck
- Nicolas Colsaerts
- Célestine De Vos
- Gauthier d'Hollander
- Mathieu De Lille
- Quentin De Valensart
- Didier De Vooght
- Friso den Boer
- Florence Descampe
- Thomas Detry
- Frank Dhondt
- Christian Ditlefsen
- Jordan Frenay
- Thierry Goossens
- Filip Goovaerts
- Gerald Gresse
- Michiel Hermans
- Gauthier d'Hollander
- Francesco Isola
- Hugues Joannes
- Toon Keteleer
- Arnaud Langenaeken
- Dave Lebrasseur
- Tanguy Marionex
- Christopher Mivis
- Gilles Monville
- Chris Morton
- François Nicolas
- Thomas Pieters
- Tim Planchin
- Jean Relecom
- Pierre Relecom
- Laurent Richard
- Paul Rolin
- Gaël Seegmuller
- Ellen Smets
- Donald Swaelens
- Lara Tadiotto
- Yuri Tadiotto
- Jérôme Theunis
- Maxime Theunis
- Bénédicte Toumpsin
- Philippe Toussaint
- Fabien Van Damme
- Flory Van Donck
- Cédric Van Wassenhove
- Dany Vanbegin
- Raphaël Vanbegin
- Nicolas Vanhootegem
- Michel Vanmeerbeek
- Olivier Van Raefelgem
- Véronique Verhaegen
- Guillaume Watremez
- Thibault Werbrouck
- Lien Willems
- Manoël Willems

Nederland had eind 2008 330.000 golfers en beschikt over 186 verenigingen met een eigen accommodatie. België had eind 2017 65.000 golfers en 88 golfbanen.

## Grote golftoernooien
| Dames                          | Baan                        | Heren                         | Baan                        |                             |
| Vier Majors (chronologisch)    | Vier Majors (chronologisch) | Vier Majors (chronologisch)   | Vier Majors (chronologisch) | Vier Majors (chronologisch) |
| ------------------------------ | --------------------------- | ----------------------------- | --------------------------- | --------------------------- |
| Kraft Nabisco Championship     | Verenigde Staten            | The Masters                   | Verenigde Staten            |                             |
| US Women's Open                | Verenigde Staten            | US Open                       | Verenigde Staten            |                             |
| Women's British Open           | Verenigd Koninkrijk         | The Open Championship         | Verenigd Koninkrijk         |                             |
| LPGA Championship              | Verenigde Staten            | PGA Championship              | Verenigde Staten            |                             |
| Verenigde Staten versus Europa |                             |                               |                             |                             |
| Solheim Cup                    | wisselend                   | Ryder Cup                     | wisselend                   |                             |
| Matchplay                      |                             |                               |                             |                             |
|                                |                             | Wereldkampioenschap Matchplay | sinds 2009 in Spanje        |                             |
| In Nederland                   |                             |                               |                             |                             |
| Ladies Dutch Open              | wisselend                   | Dutch Open                    | wisselend                   |                             |

## Gezondheidseffecten
Golfers leven gemiddeld langer dan niet-golfers, zelfs na correctie voor sociaal-economische factoren; hoe lager de handicap, hoe beter de levensverwachting. Het is evenwel niet duidelijk of en in hoeverre het voordeel aan de activiteit van het golfen zelf of aan andere factoren te danken is.
Lichte lichaamsbeweging heeft bewezen gunstige gezondheidseffecten. Bij een partijtje van 18 holes wandelt een golfer typisch 11 000 tot 17 000 stappen, wat overeenkomt met een verbranding van 1200 kilocalorieën. Bij het gebruik van een karretje worden dat 6 000 stappen en 600 kilocalorieën.
Relatief veel golfers krijgen tijdens het spelen een beroerte, maar dit is voornamelijk te wijten aan hun hoge gemiddelde leeftijd. De bruuske beweging van de nek tijdens het afslaan verhoogt wel het risico. Daarnaast veroorzaakt langdurige onbeschermde blootstelling aan direct zonlicht huidkanker.

## Golf in Nederland
Nederland telt 281 golfclubs, waarvan de meeste op een golfbaan gelokaliseerd zijn. De Koninklijke Nederlandse Golf Federatie bestaat sinds 1914, maar amateurkampioenschappen zijn er al vanaf 1898. In 2015 had de Federatie 382 236 leden in 278 aangesloten verenigingen. De PGA Holland behartigt de belangen van beroepsgolfers en -trainers.

## Golf in België
België telt 89 golfclubs (waarvan 52 in Vlaanderen), verhoudingsgewijs een stuk lager dan in de buurlanden. Een van de oudste clubs is de Koninklijke Golf Club van België, opgericht onder de naam Golf Federatie in 1906.
De overheidsbevoegdheid voor sport ligt in België bij de gemeenschappen. De Koninklijke Belgische Golf Federatie, opgericht in 1912, behartigt de belangen van amateurspelers over het hele grondgebied. Golf Vlaanderen is een federatie voor Vlaamse golfclubs, en AFGolf een voor Waalse clubs. Een lidkaart is dus KBGF-GV of KBGF-AFGolf, met een keuzemogelijkheid voor Brusselse clubs.